# Anguillule du blé niellé
Anguina tritici
Espèce
 (juillet 2009).
Si vous disposez d'ouvrages ou d'articles de référence ou si vous connaissez des sites web de qualité traitant du thème abordé ici, merci de compléter l'article en donnant les références utiles à sa vérifiabilité et en les liant à la section « Notes et références ».
L’Anguillule du blé niellé (Anguina tritici Steinbuch, 1799) est un nématode occasionnant une maladie de certaines céréales, jadis très commune en Europe, et dont l'hôte est le blé, l'orge, l'avoine ou plus rarement le seigle.
Cette maladie était autrefois nommée  « necrofis », « blé noir & fumée », « uftilago », « fuligo » ou « nielle des blés » (à ne pas confondre avec la plante messicole qui porte le même nom) et les dégâts causés, niellure.

Le nom de nielle, qui désignait autrefois les bruines, lui a été donné parce que de nombreux agriculteurs pensaient que les brouillards apportaient cette maladie, ce qui fut démenti par les expériences faites par les premiers agronomes et naturalistes présentées par Diderot et d'Alembert dans leur encyclopédie.

## Description
L'anguillule du blé niellé est un ver rond (nématode), parasite obligatoire (ne pouvant vivre indépendamment de son hôte) mesurant de 1 à 2 mm de long.
- Femelle :  3.8 mm; a = 20; b = 13; c = 31; V = 91
- Mâle:      2.4 mm; a = 25; b = 9 ; c = 30; T = 80

Les corps est plutôt épais, spiralé chez la femelle alors que celui du mâle est plus rectiligne.
La femelle est pratiquement immobile  et le mâle plus actif.
Des stries sont généralement visibles uniquement sur la région du cou.
L’œsophage des femelles gravides présente fréquemment un développement anormal de structures glandulaires. On trouve entre l'anneau nerveux et le bulbe basal une glande secondaire  "de stockage", mise hors de l'ampoule par une constriction définitive. Elle semble recueillir des sécrétions de la glande dorsale jusqu'à devenir distendue ou alors ces sécrétions ont été utilisées et la glande est réduite à un petit gonflement ovale. Le cardia est petit.
L'ovaire est très développé, le plus souvent avec deux flexions, les ovocytes étant disposés autour d'un rachis. En coupe transversale, l'ovaire apparaît comme un tissu cellulaire pulpeux entouré d'une couche relativement mince d'ovocytes en développement. Une spermathèque sphérique est adjacente à la sortie de l'ovaire. La branche postérieure utérine sert aussi de spermathèque. Plusieurs œufs peuvent être présents à la fois dans l'oviducte au moment de l'observation.

Les testicules présentent une ou deux flexions, les spermatocytes étant également disposés autour d'un rachis, avec de larges spicules large et courts. Le gubernaculum est mince, en forme d'auge. Description d'après Thorne, 1961.

## Symptômes
La maladie est d'abord discrète. Les symptômes de la contamination du grain par les nématodes sont un grain plus petit, plus ou moins vide parfois et qui s'écrase finalement après la moisson en produisant un nuage d'une poussière noire fine et légère, peu collante.
Le principal agent de dissémination semble être la semence. 
La quasi-disparition de la maladie serait due aux progrès fait par l'agriculture dans la préparation et le stockage des semences.

## Cycle de  développement
Les larves émergent des galles de semences dans le sol, rampent vers des semis proches nouvellement germés.
Ils y infestent de jeunes feuilles où ils se nourrissent comme un ectoparasite provoquant en réaction de la plante une déformation et un gaufrage des feuilles. Quand le bourgeon floral apparait, ils pénètrent et stimulent la formation de galles dans les tissus floraux, ce qui freine le développement des graines.
Le développement juvénile se termine à l'intérieur de ces galles.
Les femelles y pondent des œufs qui y éclosent. Les jeunes larves restent enfermées et protégées dans les galles (coque) et perpétueront l'infection l'année suivante via les galles séchées récoltées avec des graines développées.

## Co-infections
Anguina tritici est aussi le vecteur biologique d'une espèce de bactéries (Clavibacter tritici). Cette dernière est l'agent causal de la maladie du tundu ou pourriture jaune de l'épi du blé. Les grains de blé infectés par cette bactérie, fraîchement récoltés sont toxiques pour les bovins et les ovins.

## Histoire
La nielle du blé est connue depuis l'Antiquité. Platon y fait référence dans Le Banquet et dans La République.
Au milieu du XVIIIe, c'est encore l'une des principales maladies des céréales.

Denis Diderot et Jean Le Rond d'Alembert lui consacrent un long article dans leur Encyclopédie ou Dictionnaire raisonné des sciences, des arts et des métiers où la nielle es présentée comme une maladie des grains et des épis « que les laboureurs nomment blé noir & fumée, uftilago, fuligo » ; « une maladie interne du grain en herbe, qui attaque spécialement l'épi, le brûle entièrement pour n'y laisser que le fut, comme s'il avoit passé au feu, & réduit le grain & ses enveloppes en une poussière noire, semblable à la suie, fuligo, d'où les Italiens ont fait leur mot filligrine, pour désigner cette maladie : elle a conservé parmi nous le gom de nielle, de nebula, nuilla, parce que les anciens en attribuoient faussement l'origine aux brouillards, qui occasionnent la rouille & la brûlure. M. Deslande, dans ses observations fur la manière de conserver les grains, dit que quand les années font trop pluvieuses, & qu'il tombe souvent de cette espèce de brouillard gras, que les laboureurs & les jardiniers nomment nielle, tous les grains dégénèrent; mais la nielle proprement dite, dont il eft ici question, a une tout autre origine, puisque c'est une maladie interne, qui se manifeste avant que les blés n'aient épié ».
Cette maladie a eu dans les siècles passés un poids économique important.

Elle semble avoir été commune : « c'est un des accidens les plus communs & les plus fâcheux dans tout le règne végétal; toutes les plantes y font sujettes, et il se manifeste dans toutes les contrées, dans toutes les saisons où les plantes végètent, dans tous les terreins & dans toutes les expositions » (…) « La nielle (Necrofis floralis, parce qu'elle ne se manifeste ordinairement que dans l'épi) attaque toutes les espèces de froment, d'orge & d'avoine; le seigle y est rarement sujet » (…) précisait Diderot qui ajoute plus loin que l'orge y est un peu moins sensible « parce que le calice & les enveloppes font plus tendres & moins adhérens au grain de froment que ceux de l'orge ».
« La poussière dans laquelle les fleurs des blés sont réduites par la nielle, s'offrent à la simple vue comme une poussière du noir le plus foncé, extrêmement fine; mais qui délayée dans l'eau, ne passe point par le filtre; quand on la regarde à travers une forte loupe, « elle ressemble à de petits vers morts, parce qu'elle est composée de débris de petits vaisseaux ou le suc couloit, qui ont été suffoqués ou comprimes; après quoi l'air les ayant desséchés, ils ont éclaté; les sucs épais & gâtés qui y ont croupi les ou tout à la fois obstrué & extraordinairement distendus, ce qui leur conserve sous la loupe la forme de petits vermisseaux », ajoutant que selon Ginani, l'analyse chimique de cette poussière noire a mis en évidence « beaucoup de sel volatil » et que « cette poussière a une mauvaise odeur, comme celle du charbon ou carie des blés, mais elle a moins de consistance; & comme ces grains ont peu d'adhérence entr'eux, & que les enveloppes font détruites, cette poussière est facilement emportée par le vent & lavée par la pluie, de sorte qu'on ne serre communément dans les granges que le squelette des épis ». Il se pose la question de la contagion par cette poussière.

## Espèces touchées, et pertes de récoltes
Ce nématode affecte surtout Triticum monococcum, T. spelta, T. aestivum et moindrement Hordeum vulgare.

Il semble épargner l'avoine cultivée (Avena sativa) et autres graminées sauvages.
Les dégâts sont aujourd’hui mineurs dans les pays où les semences sont correctement triées (nettoyage mécanique permettant de séparer les grains plus petits porteurs de nématodes).
L'utilisation de semences de haute qualité a presque éradiqué ce nématode dans les pays développés.
Il occasionne cependant encore de graves pertes de récolte pour le  seigle (35 à 65 % de perte) et un peu moins pour le blé (20 à 50 % de perte) dans les pays pauvres en raison de pratiques agricoles inappropriées, aggravées par la monoculture, le manque de jachère et l'utilisation de semences de mauvaise qualité.

## Mesures
Les rotations de culture, la jachère, le choix de semences de haute qualité sont des moyens efficaces de contenir la prolifération de ce nématode, de même que les mises en quarantaine de céréales exportées par des pays où le ravageur est présent ou aurait réémergé.

## Endémie
Au début du XXe siècle, la maladie reste endémique au moins dans les pays suivants :
- Afghanistan,
- Australie,
- Brésil,
- Bulgarie,
- Chine,
- Égypte,
- Éthiopie,
- Hongrie,
- Inde,
- Iran,
- Irak,
- Israël,
- Lituanie,
- Nouvelle-Zélande,
- Pakistan,
- Pologne,
- Roumanie,
- Fédération de Russie,
- Syrie,
- Suisse,
- Turquie,
- Yougoslavie

Aux États-Unis de premiers signalements ont été faits dans les états de Californie, Géorgie, Maryland, New York, Caroline du Nord, Caroline du Sud, Virginie et Virginie de l'Ouest, non confirmés à la toute fin du XXe siècle.

## Taxonomie
Les femelles d'Anguina tritici montrent une branche bien développée antérieure de l'ovaire, pliée en deux ou en plusieurs flexions et une queue conoïde, effilée à une pointe obtuse ou ronde (Southey, 1972). Cette espèce est étroitement liée à A. funesta et Subanguina wevelli avec lesquelles elle peut être facilement confondue (La séparation morphologique de ces trois espèces est difficile).
Le diagnostic moléculaire a récemment facilité la séparation de ces trois espèces,.